# Идар (Кабарда)
Ида́р (Айдар) — кавказский правитель, родоначальник династии кабардинских князей, известных в России как князья Черкасские.

## Генеалогия
По сообщению Ш. Ногмова, Идар являлся внуком князя Инала от Кирмиша, сына его третьей жены. В то же время Ж. В. Казегежев считает Идара правнуком Инала, потому что между последним и Кирмишем должен быть ещё Табула (Тобулда), который упоминается в более ранних генеалогиях, составленных А. И. Лобановым-Ростовским (1664 год) и А. М. Пушкиным (1768 год). 
К роду Идара относил себя кабардинский правитель Темрюк Идаров (Айдаров), отец Марии Темрюковны — второй жены Ивана Грозного. Перешедшие на службу к России кабардинские князья дали начало роду князей Черкасских.
- Князь Мамстрюк Темрюкович Черкасский — старший сын Темрюка Идарова.
- Князь Михаил (Солтан) Темрюкович Черкасский — младший сын Темрюка Идарова.
- Князь Желегот-мурза, предок князей черкасских и князей Терского города — младший брат Темрюка Идарова.
- Князь Борис (Хорошай) Камбулатович Черкасский — племянник Темрюка и сын верховного князя Малой Кабарды Камбулата Идарова. Был женат на княжне Марфе Никитичне Романовой (сестра Фёдора Никитича и тётка первого царя из династии Романовых).